# Корпорація «ТАСКО»
Корпорація «ТАСКО» (англ. TASKO Corporation) сформована підприємствами військово-промислового комплексу України і об'єднує близько 25 підприємств, конструкторських бюро та інститутів, що розробляють та виготовляють вибухові речовини, порохи, боєприпаси, артилерійсько-стрілецьку зброю, електронні й оптичні системи керування вогнем до них.

## Структура корпорації
До складу корпорації входять підприємства, що володіють широким спектром технологій, в тому числі точного лиття металів під тиском, об'ємною гарячою і холодно-листовою штамповкою, холодного витискання, електрофізичною обробкою деталей. Практично на всіх підприємствах є можливість здійснювати хіміко-термічної та гальванічної обробки металевих деталей, переробки пластмас та виготовлення гумових виробів.
В оптичному підприємстві засвоєно виготовлення усіх видів призм, сферичної оптики різних видів, оптико-електронних систем і приладів надвисокочастотної техніки.
Корпорації доручено координація діяльності підприємств боєприпасної галузі з питань розробки, виробництва, модернізації та утилізації боєприпасів.

## Основні напрямки діяльності корпорації
Організація розробки, виробництва та модернізації стрілецької зброї, боєприпасів до артилерійсько-стрілецької зброї, авіаційних та морських засобів ураження, а також їх елементів на підприємств-засновників корпорації і на власних виробничих площах. Утилізація боєприпасів, виробництво продукції цивільного та спеціального призначення з отриманих при утилізації продуктів.
Розробка засобів захисту інформації. Розроблено, сертифіковано і представлено на ринок України криптографічний пристрій УКС-001 захисту конфіденційних переговорів мобільного зв'язку стандарту GSM 900/1800. Створена криптографічна система захисту конфіденційної інформації і для інших стандартів зв'язку, а саме: CDMA-2000, транкінгового зв'язку стандарту МРТ-1327, стаціонарного ТЧ-телефонії, а також розробляються модулі безпеки для захисту банківської інформації, яка передається по телекомунікаційним мережам загального користування.
Корпорація займається пошуком і залученням замовлень для їх подальшого розміщення на українських підприємствах та залучає інвестиції для організації виробництва різної продукції загальнотехнічного та спеціального призначення як для внутрішніх споживачів, так і для закордонних замовників.
Експорт та імпорт продукції спеціального призначення, що виробляється та споживається підприємствами-засновниками корпорації, здійснюється через державну зовнішньоторгівельну фірму «ТАСКО-Експорт», що наділена відповідними повноваженнями Урядом України.

## Хроніка подій
Восени 2000 року корпорація «ТАСКО» уклало рамкову угоду з індійською компанією «Tata» на проведення складання автомобілів моделей Safari, Sumo, а також дво- і чотиридверних Telcoline на потужностях Жулянського машинобудівного заводу «Візар».
На міжнародному автосалоні SIA-2001, що відбувся 23-27 травня, корпорація «ТАСКО» вперше представила позашляховики індійської марки Tata. Великі повнопривідні авто поставлені на шасі рамної конструкції, в основі якої лежить конструкція знаменитого Mercedes Gelandewagen. Тоді, на міжнародному автосалоні президент корпорації Валерій Павлюков розповів, що «ТАСКО» має намір до кінця 2001 року виготовити 500 одиниць цих машин. А за планом на 2002 рік — 3-5 тисяч машин. Однак керівництво корпорації «ТАСКО» у 2002 році оголосило відмову від реалізації проєкту щодо намірів налагодити великовузлове складання індійських джипів і пікапів «Tata» Safari, Sumo, Telcoline на Жулянському машинобудівному заводі. Пояснюючи це рішення тим, що так і не підписаний проєкт генеральної угоди з «Tata» передбачав поставку в Україну та реалізацію пробної партії із 70 автомобілів, після продажу яких «ТАСКО» планувала розпочати великовузлове складання на заводі «Візар». 2001 року корпорація придбала для випробування чотири джипи «Tata». Проте досвід експлуатації показав, що велика кількість вузлів автомобілів «Tata» не витримує роботи навіть у звичайному міському режимі. Відповідно, «ТАСКО» не могла брати на себе відповідальність за якість джипів «Tata», тим більше, що одним з основних споживачів були заплановані силові структури України — армія, органи внутрішніх справ тощо, для яких надійність техніки має особливе значення. До того ж за словами комерційного директора корпорації Петра Шкавра, під час підготовки угоди індійська компанія намагалася переорієнтувати напрям діяльності українських партнерів не на складання, а на дилерську роботу. Через зазначені причини «ТАСКО» відмовилася від співпраці з «Tata» у сфері виробництва автомобілів. Проте корпорація не відмовляється від ідеї складання в Україні джипів та пікапів і планує повернутися до цього питання, але вже у співпраці з японськими чи китайськими автомобілевиробниками.
З метою забезпечення виконання положень Меморандуму про взаєморозуміння між урядом України та урядом Сполучених Штатів Америки від 10 листопада 2008 р., укладеного для вирішення проблемної ситуації з OPIC (Корпорація закордонних приватних інвестицій США), Кабінет міністрів України доручив Міністерству оборони передати у 2009-2010 рр. корпорації «ТАСКО» непридатні та надлишкові боєприпаси, що підлягають утилізації.
Згідно з розпорядженням КМУ № 1400 від 14 липня 2010 року уряд доручив Міністерству промислової політики України разом з ДК «Укрспецекспортом» у тримісячний строк реалізувати заходи щодо реорганізації ДП «ТАСКО-Експорт», яке займається експортом й імпортом для корпорації, у дочірнє підприємство Державної компанії з експорту й імпорту продукції та послуг військового і спеціального призначення «Укрспецекспорт». При цьому статус юридичної особи й профіль діяльності підприємства збережуться.
В жовтні 2017 року президентом корпорації було оголошено про наміри розпочати серійне виробництво боєприпасів до стрілецько-артилерійського озброєння. Для початку корпорація планує організувати виробництво радянських 7,62-мм патронів зразка 1943 року (57-Н-231, 7,62×39 мм), для цієї мети підприємство закупило необхідне обладнання. В планах також і виробництво патронів різних калібрів, як радянських, так і натовських зразків. Крім того, передбачено виробництво снарядів і пострілів. Для початку боєприпасів калібрів до 100 мм, а згодом і більших калібрів.

## Продукція корпорації
Стрілецька зброя:
- Пістолети: ТАСКО 7ЕТ12; ТАСКО 7ЕТ13
- Пістолети-кулемети: ТАСКО 7ЕТ9; ТАСКО 7ЕТ10
- Напівавтоматична штурмова рушниця: ТАСКО 7ЕТ11
- Великокаліберна снайперська гвинтівка: ТАСКО 7ЕТ3

Боєприпаси:
- 82-мм осколкова міна для систем 82-БМ, 2Б14 «Піднос»
- 122-мм осколково-фугасний снаряд для систем Д-30, 2С1 «Гвоздика»
- 125-мм осколковий снаряд для танкових гармат
- 125-мм бронебійний підкаліберний снаряд для танкових гармат
- 125-мм бронебійний підкаліберний снаряд для танкової гармати 2А26
- 152-мм осколково-фугасний снаряд для систем Д-20, МЛ-20М, 2С3 «Акація»